# Lípy u Lurdské kaple
Lípy u Lurdské kaple je skupina památných stromů v Sušici. Sedm lip malolistých (Tilia cordata Mill.) roste u Lurdské kaple v blízkosti polní cesty do obce Horní Dvorce. Jde o stromy středního stáří ve velmi dobrém zdravotním stavu. Jsou chráněny od 7. listopadu 2003 jako krajinná dominanta, významné vzrůstem.

## Památné stromy v okolí
- Lípa v lesoparku Luh
- Volšovská lípa